# MF Scandinavia
MF Scandinavia – morski prom pasażersko-samochodowy zbudowany w szwedzkiej stoczni Öresundsvarvet w Landskronie w 1980 roku jako jedna z dwóch bliźniaczych jednostek. Nosił wcześniej nazwy: Visby, Felicity, Stena Felicity, Visborg. Od 2003 roku pływał w barwach polskiego armatora Polferries jako Scandinavia. W 2015 roku został sprzedany i pływa jako Rigel II. 
Od wprowadzenia do eksploatacji w 1980 roku jako „Visby” u szwedzkiego armatora Rederei AB Gotland, pływał na różnych liniach, głównie   między Szwecją a Gotlandią, zmieniając czarterujących i nazwy. Od 1990 roku pływał u operatora Sealink UK jako „Felicity”, a po jego nabyciu przez Stena Line, od 1991 roku jako „Stena Felicity”. W 1997 roku operatorem był Destination Gotland i prom powrócił do nazwy „Visby”, a w 2003 roku zmienił ją na krótko na „Visborg”, w związku z wejściem do eksploatacji nowego promu o tej nazwie. Został poddany gruntownej przebudowie w 1999 roku. W 2003 roku prom został zakupiony przez PŻB za pośrednictwem spółki-córki Adabar Ltd, od której jest czarterowany. Od 16 lipca 2003 roku pływał na linii Gdańsk – Nynäshamn w barwach kołobrzeskiego armatora Polferries. Czas trwania podróży: 19 godzin w jedną stronę. Zastąpił na tej linii prom „Silesia”. W styczniu 2015 prom został sprzedany greckiemu armatorowi Ventouris Ferries, a nowa nazwa jednostki to „Rigel II”. Prom ma wejść do floty Ventouris Ferries z początkiem czerwca 2015 roku i ma obsługiwać linię Bari (Włochy) - Durrës (Albania).
Do momentu sprzedaży był to największy polski prom pod względem liczby przewożonych pasażerów. Jednorazowo zabiera na pokład rekordową w skali kraju liczbę 1808 pasażerów. Dla pasażerów przygotowano 1124 miejsca w kabinach wewnętrznych (bez okien) i zewnętrznych (z oknami), z czego 922 z pełnym węzłem sanitarnym. Kabiny w podziale na klasy: Lux (salonik i sypialnia, oraz TV), Standard (2– i 4–os.) oraz Kuszetki (bez łazienki w kabinie). Kabiny 4–os. zewnętrzne na pokładzie "8" są poszerzone, oraz wyposażone w TV. Dla pozostałych pasażerów nie wykupujących miejsc w kabinach przygotowane zostały fotele lotnicze. 
Prom ma jedenaście pokładów, z czego pokłady nr 2, 6, 7, 8, 9, 10, 11 są dostępne dla podróżujących, natomiast pokłady nr 3, 4 i 5 są pokładami samochodowymi. 
Ilość miejsc na pokładach ładunkowych: 
Pokład nr 3 – 38 lor lub 180 samochodów osobowych, 
Pokład nr 4 – 160 samochodów osobowych, 
Pokład nr 5 – 160 samochodów osobowych.
Na promie znajdują się m.in.:
- kino,
- 2 sale konferencyjne,
- restauracja Zorba,
- restauracja Vivaldi,
- Panorama Bar,
- kafeteria (restauracja samoobsługowa),
- klub nocny,
- kasyno Cherry Casino,
- Grill Bar z ogródkiem na pokładzie otwartym,
- 3 sklepy (samoobsługowy, kosmetyczno-odzieżowy, Levi's),
- salon zabaw dla dzieci.

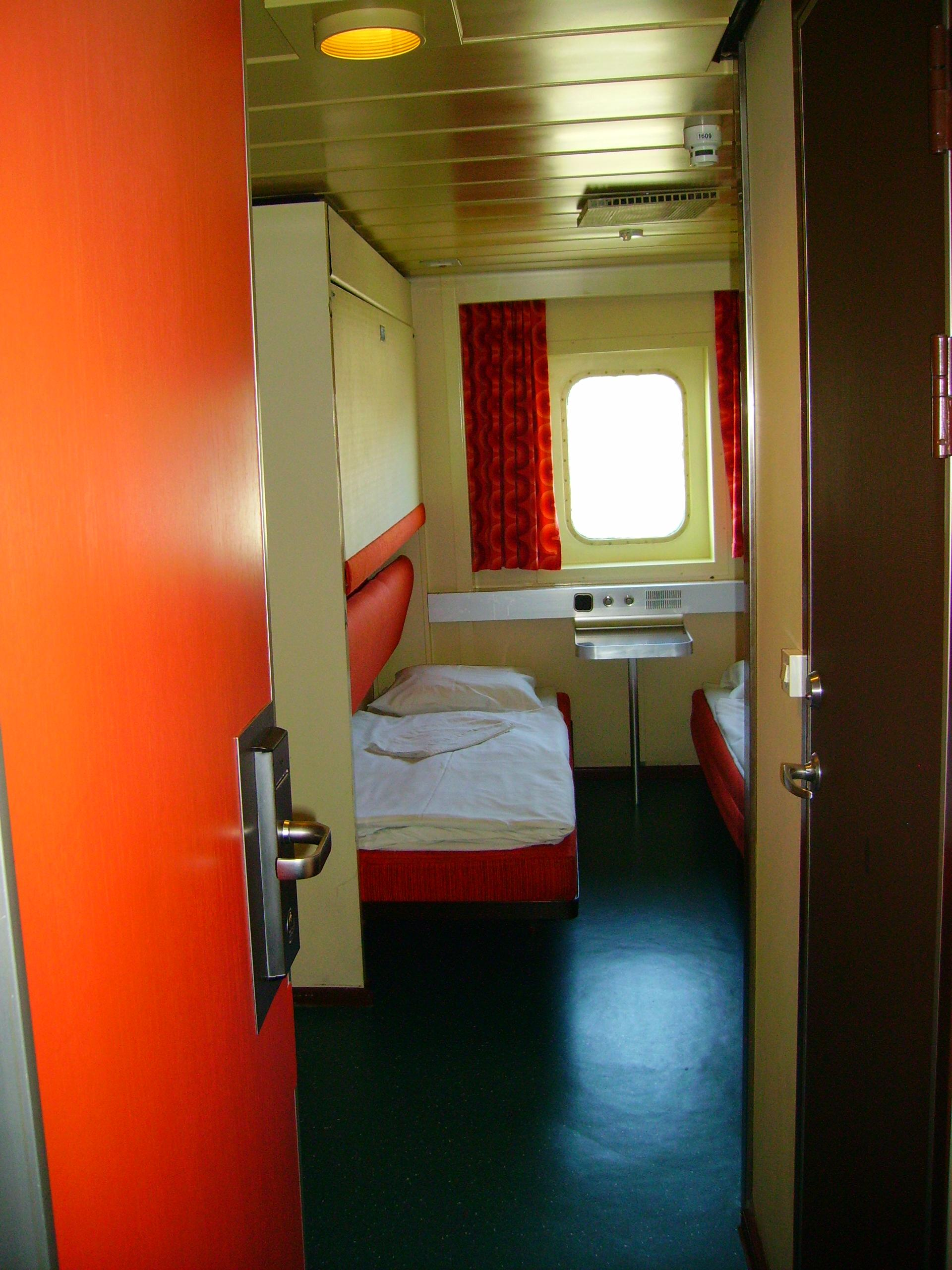
Kabina
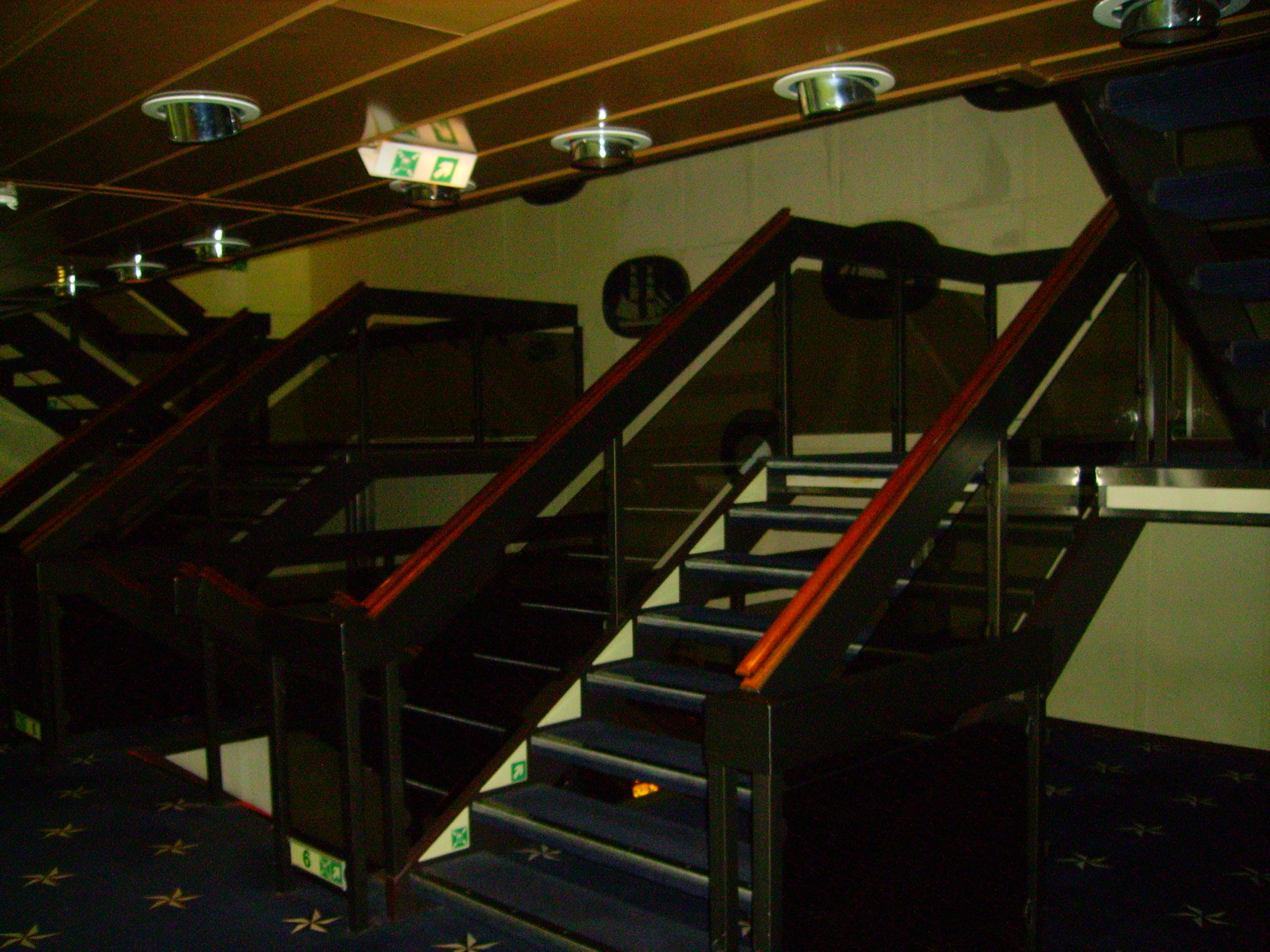
Schody
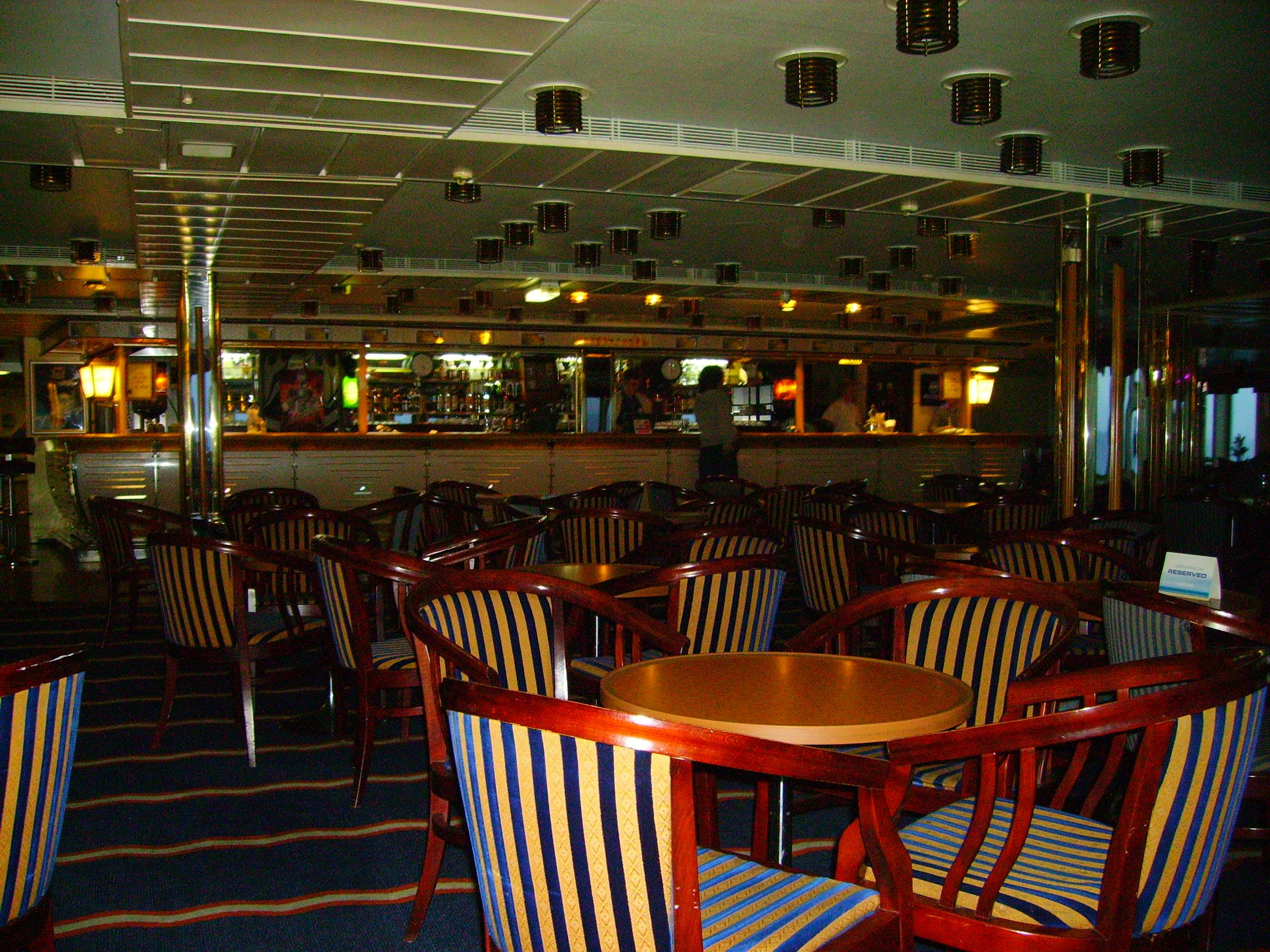
Klub nocny
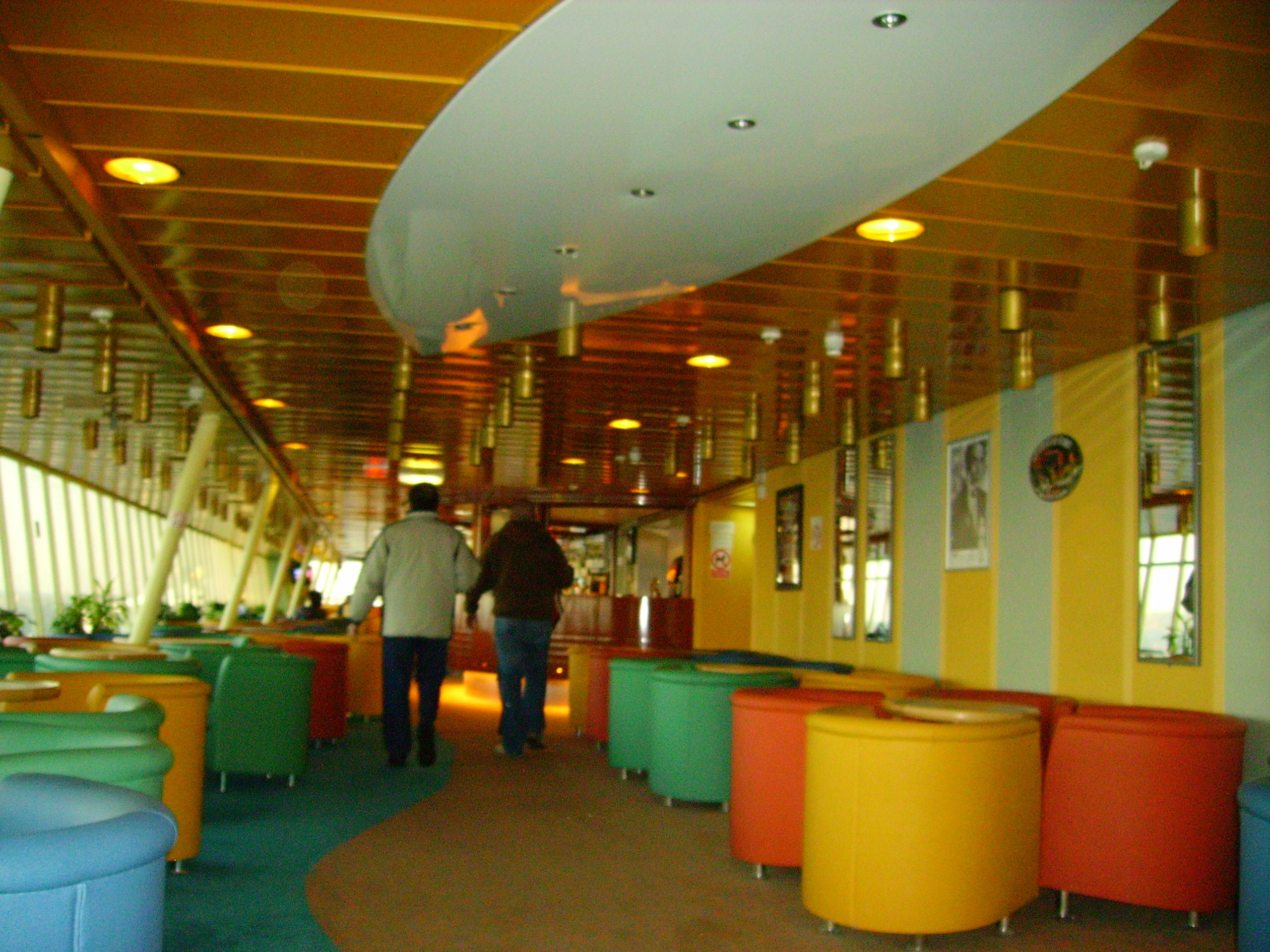
Panorama Bar
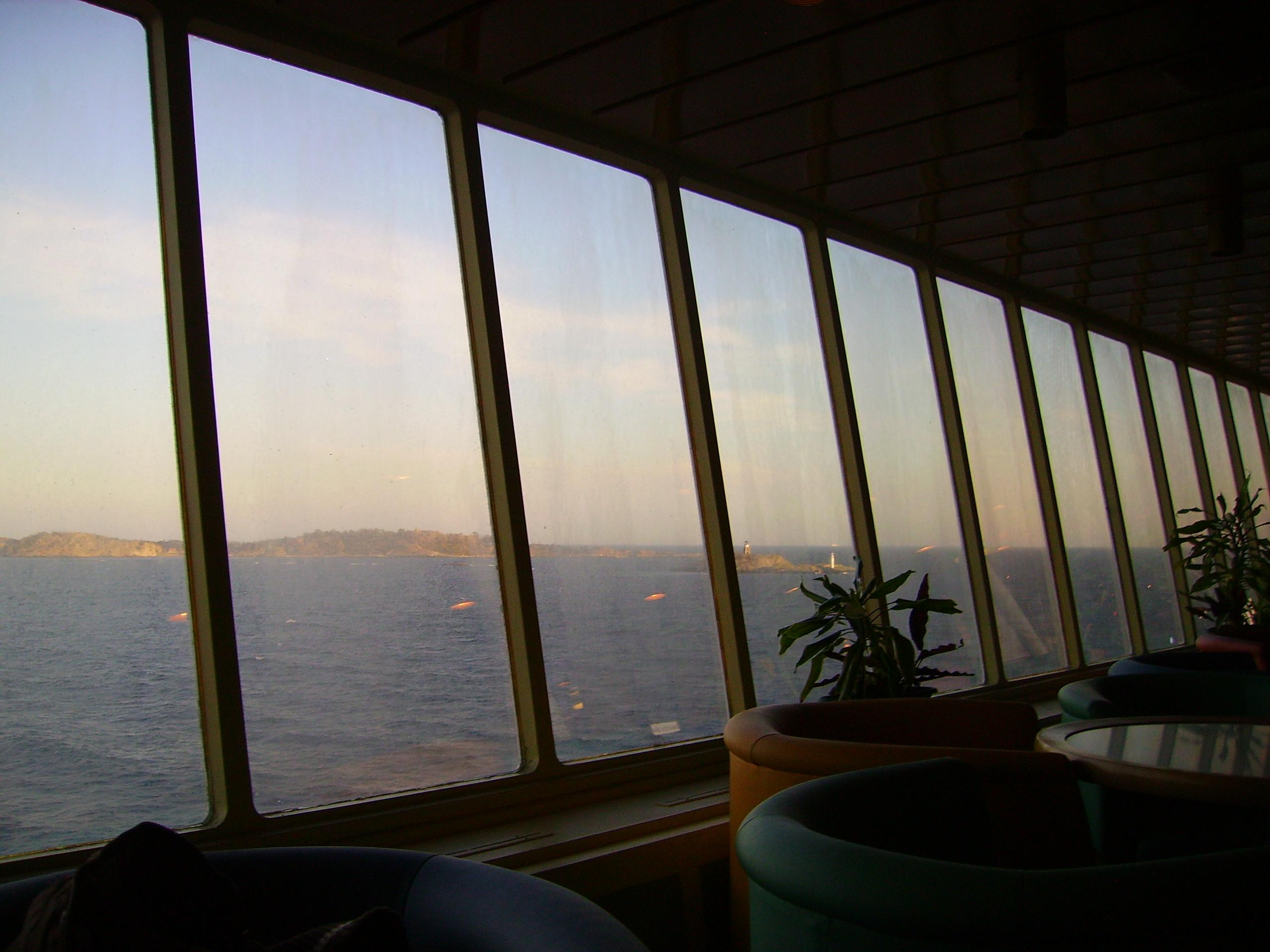
Widok z Panorama Baru
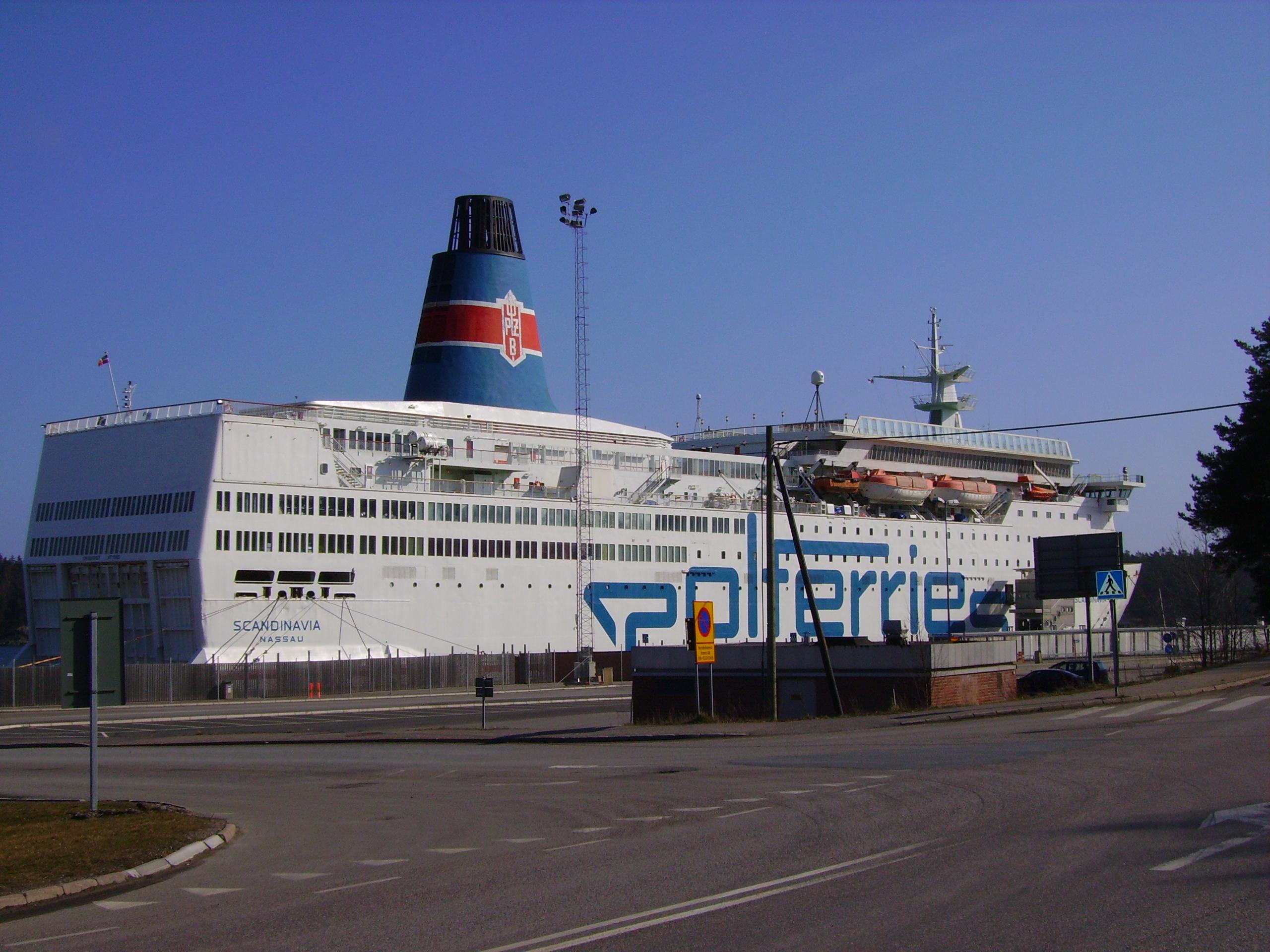
Postój w Szwecji
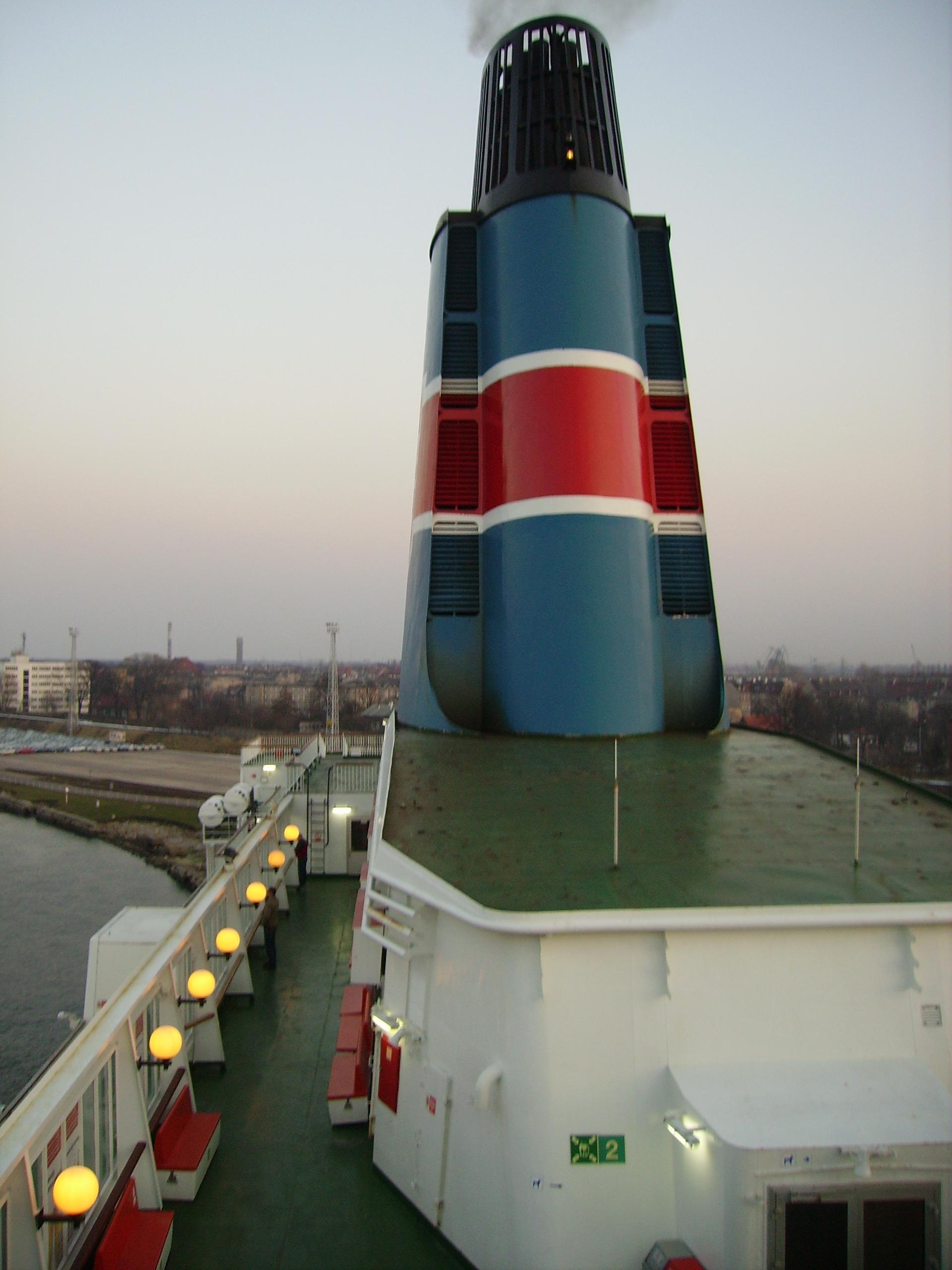
Pokład otwarty
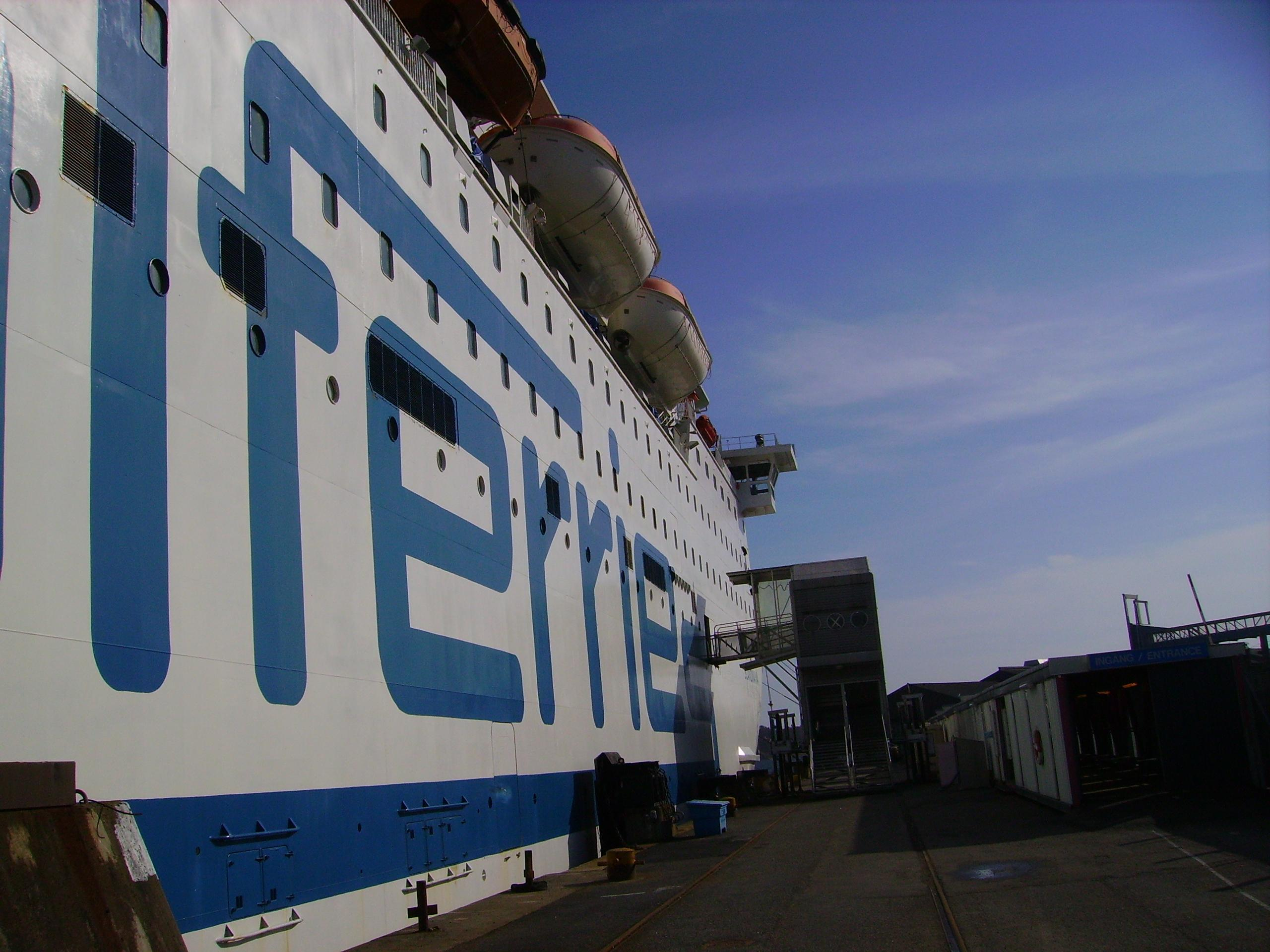
Trap wejściowy